# Orquestra Sinfônica da Islândia
A Orquestra Sinfónica (português europeu) ou Sinfônica (português brasileiro) da Islândia (em islandês:  Sinfóníuhljómsveit Íslands) é uma orquestra sinfónica da Islândia, com sede em Reiquejavique.

## História
A orquestra foi formalmente fundada em 9 de março de 1950, apresentando aproximadamente sessenta concertos por temporada, incluindo turnês, visitando a Alemanha, Áustria, França, Finlândia, Suécia, Dinamarca e América do Norte.
Trabalharam com esta orquestra artistas reconhecidos, como Vladimir Ashkenazy, Yehudi Menuhin, Wilhelm Kempff, Claudio Arrau, André Previn, Daniel Barenboim, Luciano Pavarotti, Anne-Sophie Mutter, Emil Gilels, Mstislav Rostropovich e Joshua Bell, entre outros.
Osmo Vänskä é o condutor honorário da ISO e Vladimir Ashkenazy detém o cargo de Maestro Laureado.